# فيلترود أورسلمان
فيلترود أورسلمان (بالألمانية: Wiltrud Urselmann) هي سباحة ظهر ألمانية غربية ولدت في يوم 12 مايو 1942 في مدينة كريفلد في ألمانيا. أبرز إنجازاتها هو فوزها بالميدالية الفضية في سباق 200 متر ظهر في دورة الألعاب الأولمبية الصيفية 1960 في روما.